# Heteromysis macropsis
Heteromysis macropsis är en kräftdjursart som beskrevs av Pillai 1961. Heteromysis macropsis ingår i släktet Heteromysis och familjen Mysidae. Inga underarter finns listade i Catalogue of Life.